# إيمي ( ملك أكدي )
وفقًا لقائمة الملوك السومريين، كان إيمي (توفي حوالي عام 2191 قبل الميلاد) واحدًا من أربعة منافسين (الآخرون هم إيجيجي وإيلولو ونانوم) يتنافسون على لقب ملك الإمبراطورية الأكادية خلال فترة ثلاث سنوات بعد وفاة شار-كالي-شاري.انتهت هذه الفترة الفوضوية عندما عزز دودو سلطته على المملكة.